# أوليفر (مغني)
أوليفر (بالإنجليزية: Oliver)‏ هو مغني أمريكي، ولد في 22 فبراير 1945 في نورث ويلكيسبورو في الولايات المتحدة، وتوفي في 12 فبراير 2000 في شريفبورت في الولايات المتحدة.

## وصلات خارجية
- أوليفر على موقع IMDb (الإنجليزية)
- أوليفر على موقع ميوزك برينز (الإنجليزية)
- أوليفر على موقع ميوزك برينز (الإنجليزية)
- أوليفر على موقع ديسكوغز (الإنجليزية)
- أوليفر على موقع ديسكوغز (الإنجليزية)